# Jennifer Tilly
Jennifer Ellen Tilly (Los Angeles (California), 16 september 1958) is een Amerikaans actrice. Haar oorspronkelijke naam was Jennifer Ellen Chan. Tilly was de achternaam van haar moeder. Ze is onder meer bekend van haar rollen in de Child's Play-serie. Haar zus, Meg Tilly, is ook actrice.

## Persoonlijk leven
Tilly ging naar de Belmont-hogeschool met haar twee zussen. Ze is als tiener begonnen met acteren en was genomineerd voor een Academy Award voor de beste actrice.
Tilly trouwde The Simpsons-producer Sam Simon in 1984. In 1991 zijn ze gescheiden. Op dit moment is zij vriendin van professioneel pokerspeler Phil "Unabomber" Laak.
Ze is een fanatiek aanhanger van de homobeweging.

## Poker
Op 27 juni 2005 won Tilly tijdens de World Series of Poker een bracelet door het winnen van het 'Ladies' No-Limit Texas Hold 'Em'-toernooi. Daarbij won ze $ 158.625,-. Een paar maanden later, op 1 september, herhaalde ze dit huzarenstukje door ook het 'Ladies Invitational' toernooi te winnen, een onderdeel van de World Poker Tour.
In een televisie-interview verklaarde Tilly dat ze op dit moment in haar carrière meer geïnteresseerd is in poker dan in acteren. Ze won tot en met juni 2014 meer dan $850.000,- in live-toernooien.

## Filmografie (selectie)
| - No Small Affair (1984) - Moving Violations (1985) - Cheers (1986) - Inside Out (1986) - He's My Girl (1987) - Remote Control (1988) - Johnny Be Good (1988) - Rented Lips (1988) - High Spirits (1988) - Moonlighting (1989) - Far From Home (1989) - Let It Ride (1989) - The Fabulous Baker Boys (1989) - The Doors (1991) - Scorchers (1991) - Shadow of the Wolf (1992) - Key West (1993) - The Webbers (1993) (televisiefilm) - Heads (1993) (televisiefilm) - Made in America (1993) - Double Cross (1994) - Bullets Over Broadway (1994) - Embrace of the Vampire (1994) - The Getaway (1994) - Bird of Prey (1995) - Man with a Gun (1995) - The Pompatus of Love (1996) - House Arrest (1996) - Bound (1996) - American Strays (1996) - Liar Liar (1997) - Edie & Pen (1997) - The Wrong Guy (1997) - Bella Mafia (1997) - Relax...It's Just Sex (1998) - Hoods (1998) - Bride of Chucky - Tiffany Valentine (1998) - Music From Another Room (1998) - Family Guy (1999–2002, 2005–heden) (stem) | - The Muse (1999) - Goosed (1999) - Do Not Disturb (1999) - Bartok the Magnificent (1999) (stem) - Stuart Little (1999) (stem) - Play It to the Bone (1999) - Cord (2000) - Bruno (2000) - Dancing at the Blue Iguana (2000) - The Crew (2000) - Dummer than Dirt (2001) - Sister Mary Explains It All (2001) (televisiefilm) - Fast Sofa (2001) - Monsters en co. (2001) (stem) - The Kid (2001) (stem) (televisiefilm) - Ball in the House (2001) - The Cat's Meow (2001) - The Magnificent Ambersons (2002) (televisiefilm) - Hollywood North (2003) - The Haunted Mansion (2003) - Frasier (2003) (televisiefilm) - Paniek op de Prairie (2004) (stem) - Love on the Side (2004) - Seed of Chucky - Tiffany Valentine en als zichzelf (2004) - Bailey's Billion$ (2005) - Lil' Pimp (2005) (stem) - Out of Practice (2005–2006) (televisiefilm) - The Civilization of Maxwell Bright (2005) - Tideland (2005) - The Poker Movie (2006) - The Initiation of Sarah (2006) (televisiefilm) - Intervention (2007) - Deal (2008) - The CareTaker (2008) - Bart Got a Room (2008) - CSI: "Take My Life, Please!" (2010) - Return to Babylon (2011) - Curse of Chucky - Tiffany Valentine (2013) - Cult of Chucky - Tiffany Valentine (2017) - Monsters at Work - (stem) (2021-heden) (televisieserie) - Chucky - Tiffany Valentine/haarzelf (2021-heden) (televisieserie) |